# Скотт Кеннеді (футболіст)
Скотт Кеннеді (англ. Scott Kennedy, нар. 31 березня 1997, Калгарі) — канадський футболіст, захисник бельгійського клубу «Ейпен» та національної збірної Канади. Відомий за виступами в низці європейських клубів.

## Клубна кар'єра
Скотт Кеннеді народився 1997 року в Калгарі. Займався в юнацьких командах футбольних клубів «Калгарі Вест» і «Калгарі Чінукс». Ще в підлітковому віці перебрався до Німеччини, де в 2015—2017 грав у нижчолігових клубах «Траунштайн» і «Амберг».
У 2017 році Кеннеді перейшов до австрійського клубу «Гредіг», у якому грав до 2018 року. У 2018 році футболіст перейшов до іншого австрійського клубу «Аустрія» (Клагенфурт), у складі якого грав до 2020 року.
У 2020 році канадський захисник перейшов до німецького клубу Другої Бундесліги «Ян» (Регенсбург), у якому грав до 2023 року. Протягом 2023—2024 років Кеннеді грав у складі австрійського клубу «Вольфсберг». З 2024 року канадський футболіст грає у складі бельгійського клубу «Ейпен».

## Виступи за збірну
У 2021 році Скотт Кеннеді дебютував у складі національної збірної Канади. У складі збірної футболіст був учасником розіграшу Золотого кубка КОНКАКАФ 2023 року у США та Канаді. Станом на початок 2025 року зіграв у складі збірної 14 матчів, у яких забитими голами не відзначився.